# وليام باكهاوس
كان وليام باكهاوس (17 يناير 1593 - 30 مايو 1662) فيلسوفًا إنجليزيًا، وخيميائيًا، ومنجمًا، ومترجمًا، ومرشدًا روحانيًا لإلياس آشمول.
ولد باكهاوس في عائلة باكهاوس الثرية، وحظي بتعليمه في أكسفورد، ومن المرجح أنه اطلع على تعاليم الخيمياء وبيانات الصليب الوردي في العقد الأول من القرن السابع عشر. تزوج آن ريتشاردز في 1637/1638، وأنجبا ثلاثة أطفال. وبحلول 1651، أصبح مرشدًا لإلياس آشمول، واتخذه «ابنًا روحيًا ووريثًا»، وهو أفضل دور يُذكر به. وُصف التبادل اللاحق لمعارف الخيمياء والمخطوطات المتعلقة بها بأنه كان ذا تأثير على آشمول «تأثيرٌ بالغ لا يمكن وصفه». ازدهرت هذه العلاقة في تبادل مكثف للوثائق والمعلومات الخيميائية، ولم تتأثر بصحة باكهاوس المتدهورة ولا قلقه من ظهور هويته في منشورات آشمول. توفي باكهاوس في 1662، وسبقه في الوفاة جميع إخوته وأطفاله، باستثناء ابنته، فلاور باكهاوس، آخر أفراد عائلة باكهاوس، والتي ترك لها جميع ممتلكاته.
لا يمكن فهم الكثير حول باكهاوس، بسبب تفانيه في المعرفة الباطنية، ونفوره من الظهور العلني (وفقًا لشعاره). لكن المصادر المعاصرة القليلة المتبقية تعطي صورة عن باكهاوس بأنه «شخصية محترمة ضمن شبكة من الأشخاص المشاركين في الدراسات الباطنية والفلسفية» وفقًا لجنيفر سبيك؛ ووفقًا لأنتوني وود فإنه «خيميائي مشهور، ومن أتباع الصليب الوردي، ومشجع كبير لأولئك الذين درسوا الكيمياء وعلم التنجيم»؛ أما وفقًا لسي. إتش. جوستن فإنه «رجل هادئ، كتوم ذو عقل إبداعي [...] يجمع بين موهبة اللغات وكتابة الشعر بكياسة وحساسية».

## السيرة الذاتية
ولد وليام باكهاوس في عائلة باكهاوس من لانكشر. يُذكر اسم توماس باكهاوس من كمبرلاند بأنه أقدم عضو معروف من هذه العائلة. مُنح ابنه، التاجر اللندني الثري نيكولاس (جد وليام)، وسام النبالة في 1574. تشير هذه المنحة إلى أن «أصول عائلة باكهاوس جاءت من لانكشير حيث كانوا ذوي مقام رفيع وأهلٌ لهذه الأوسمة الشرفية». وفعلًا، كان نيكولاس بين عامي 1557 و1580، في منصب الشريف وعضو في مجلس مدينة لندن. وكان والد وليام وابن نيكولاس، سامويل باكهاوس (1532-1626) يحظى بمكانة اجتماعية مماثلة؛ كان عمدة بيركشير في عامي 1598 و1601، والتقى بإليزابيث الأولى في 1601، وأصبح عضوًا عن دائرة وينزر من 1604 إلى 1611، وإيليسبري في 1614. وفي 1582، اشترى سامويل عقار العائلة في سولوفيلد. وعلى الرغم من المعلومات القليلة حول اهتماماته، فلربما كان لدى سامويل باكهاوس بعض المعرفة بالخيمياء أو الصلات المتعلقة بها، إذ يُنسب إلى «السير إس. باكوس» (من المرجح أن يكون الاسم إشارة إلى سامويل، لأنه كان الوحيد من عائلة باكهاوس الذي يحمل اسمًا يبدأ بحرف السين في ذلك الوقت) فك رموز شيفرة هولندية في مخطوطة أشمولية، مما يربطه بالخيميائيين البارزين، كورنيليس دريبل وإدوارد داير.
ولد وليام باكهاوس في 17 يناير 1593 لسامويل وإليزابيث باكهاوس (اسمها قبل الزواج بورلاس)، وهو الأصغر بين أربعة أبناء وثلاث بنات. لا يمكن قول الكثير عن بدايات حياة باكهاوس. فلربما ولد في سولوفيلد، حيث كان والده عمدة، وتمتع بحياة مريحة، في ظل نجاح والده. وفي 1901، ادعت عالمة الأنساب ليدي راسل أنها عثرت على «مخطوطة غريبة» كتبها عالم الرياضيات جون بلاغريف من ريدينغ إلى باكهاوس الشاب في 1610، تتعلق بعلم التنجيم، وتفترض راسل أنها لربما أثرت على اهتمامات باكهاوس اللاحقة. لم يتمكن كاتب السيرة الذاتية اللاحق، سي. إتش. جوستن، من العثور على هذه المخطوطة، رغم أنه يعتبر مثل هذا الارتباط «ممكنًا».
وفي 1610، التحق باكهاوس بكلية كنيسة المسيح في أكسفورد، ولكنه غادرها دون الحصول على شهادة. افترض سي. إتش. جوستن بأن باكهاوس كان على تواصل مع روبرت فلود، وهو من المناصرين البارزين للصليب الوردي (وأصبح عضوًا في الكلية عام 1605)، على الرغم من عدم وجود دليل قاطع يدعم مثل هذه الصلة. علاوة على ذلك، يشير مورديكاي فينغولد بأن باكهاوس شكل علاقة صداقة مع روبرت باين استندت إلى إرثهما المشترك في بيركشير، والكلية، والاهتمامات العلمية. لا يوجد أي دليل على صلتهما خلال تلك الفترة، لكن الأدلة الظرفية تؤكد هذه الرواية وكانا بالتأكيد صديقين في وقت لاحق من حياتهما؛ إذ مكث باين في عقار باكهاوس في سولوفيلد بعد طرده من أكسفورد عام 1648 أثناء الزيارة البرلمانية، واستمر بعد ذلك بزياراتهم لفترة طويلة.